# Ивановка (Тельмановский район)
Ивановка (укр. Іванівка) — село на Украине, находится в Тельмановском районе Донецкой области. Под контролем самопровозглашённой Донецкой Народной Республики.

## География
Село расположено на реке под названием Грузский Еланчик. К востоку от населённого пункта проходит граница между Украиной и Россией.
В Донецкой области имеются ещё 5 одноимённых населённых пунктов, в том числе село Ивановка в соседнем Волновахском районе.

##### Соседние населённые пункты по странам света
С: Радянское, Зори, Садки, Михайловка, Греково-Александровка (все выше по течению Грузского Еланчика)
СЗ: Терновка
СВ: Новоалександровка
З: Свободное
В: Оболонский (Российская Федерация)
ЮЗ: Калинино, Октябрьское
ЮВ: Клинкино
Ю: Коньково, Самсоново, Витава (все ниже по течению Грузского Еланчика)

## Население
Население по переписи 2001 года составляло 167 человек.

## Общие сведения
Код КОАТУУ — 1424881902. Почтовый индекс — 87172. Телефонный код — 6279.

## Адрес местного совета
87172, Донецкая область, Тельмановский р-н, с. Коньково, ул. Советская, 17